# 춘의동
춘의동(春衣洞)은 경기도 부천시 원미구에 속하는 법정동이다. 2019년까지는 춘의동을 관할하는 행정동으로의 춘의동도 존재하였으나, 2019년 7월 1일을 기해 부천동에 통합되어 폐지되었다.

## 지명 유래
춘의동은 원래 표절리(表節里)라고 했는데, 이는 예전에 춘의로 초입에 풍산홍씨가 받은 정려문이 있어서 이 정려문을 지날 때마다 마을 사람들이 홍씨의 절개에 경의를 나타냈기 때문에 마을 이름을 표절리로 명명하였다는 것이다. 표절리는 부천시 승격 때 춘의산 아래에 있는 동네이므로 춘의동이라 불렀다.
춘의동의 ‘의’자는 기록에 전하는 것과는 다르다. 가장 오래된 기록인 족보와 『조선지지자료』에는 옷 의(衣)가 아닌 마땅 의(宜) 또는 생각 의(意)로 표기되어 있다. 그래서 이곳은 ‘봄을 생각하는 동네’, 혹은 ‘봄과 같이 따뜻한 동네’이기 때문에 춘의동이라 부르게 된 것이며, 따라서 동이름·산이름도 춘의산(春意山, 春宜山) 또는 춘의봉(春意峰, 春宜峰)으로 표기해야 한다는 의견이 있다.

## 인구

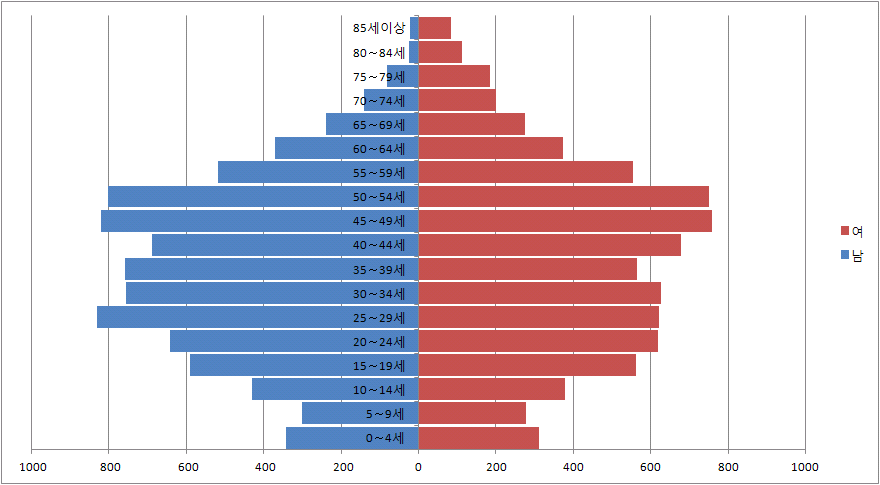
2010년 춘의동 인구구조

2010년 춘의동의 인구는 16,227명이고 이중 남자는 8,354명, 여자는 7,923명으로 남자가 많고 성비는 105.4이다. 14세 이하의 유소년 인구의 비율은 12.6%로 부천시 평균 15.8%보다 낮고 노년 인구 비율은 8.4%이고, 가장 인구가 많은 연령대는 45~49세이다.